# Chipkrise
Chipkrise 2020–2023 bezeichnet den weltweiten Mangel an Halbleiterprodukten (z. B. Mikroprozessoren) im Zuge der COVID-19-Pandemie, des Taiwan-Konflikts und des Ukraine-Konflikts.

## Prolog
Zu Beginn der Wirtschaftskrise 2020–2021 befand sich die Halbleiterindustrie am Ende eines langanhaltenden konjunkturellen Abschwungs und hoffte auf einen baldigen kräftigen Aufschwung. Stattdessen kam es im Frühjahr 2020, kurz nach dem Ausbruch der Pandemie, zu einem kurzzeitigen Einbruch der Nachfrage nach Halbleiterprodukten, woraufhin Aufträge an Chiphersteller in größerem Umfang storniert wurden. Als wenig später der Bedarf unerwartet stark wieder anstieg, konnte die Nachfrage nach Halbleiterprodukten nicht mehr ausreichend bedient werden. Die harte COVID-19-Politik der Regierung der Volksrepublik China sorgte vor allem 2022 dafür, dass die Produktion weiterhin stagnierte. Darüber hinaus galten die Lieferketten als unterbrochen.
Des Weiteren arbeiten Halbleiter-Foundries, um wirtschaftlich ertragsfähig zu sein, mit hohen Auslastungsraten. Bestellungen und kurzfristige Nachfrageanpassungen können nur bedingt zwischen den Industrien übersetzt bzw. übertragen werden.
Der am 24. Februar 2022 begonnene Ukraine-Krieg trug in der Folge ebenfalls dazu bei, dass es in vielen Bereichen zu Lieferengpässen kam.

## Folgen für die Wirtschaft
Laut Goldman Sachs litten Stand Mai 2022 169 Branchen unter einem anhaltenden Chipmangel, darunter Hersteller von Autos, Smartphones, Computern, WLAN-Routern, Messtechnik und medizinischen Geräten. Aufgrund der Chipkrise konnten Hersteller von darauf angewiesenen Produkten weltweit teilweise gar nicht oder nur unter Einschränkungen produzieren. So hatte sich beispielsweise der deutsche Automobilbauer Mercedes dazu entschlossen, seinen Kunden Fahrzeuge mit eingeschränkter Funktionalität auszuliefern. Die fehlenden Funktionen sollten später kostenlos nachgerüstet werden können. Andere Produkte waren seit Eintritt der Krise entweder nur mit sehr langen Lieferzeiten oder zu stark überhöhten Preisen erhältlich. Ende 2022 entspannte sich die Situation merklich, aufgrund der sinkenden Nachfrage im Endkundenmarkt. In einzelnen Industrien, darunter der Automobilbranche, blieben die Lieferzeiten jedoch überdurchschnittlich. Für den Jahresverlauf 2023 wird jedoch mit weiterer Besserung gerechnet.[veraltet]

## Abgrenzungen der Ereignisse

### Taiwan-Konflikt
Taiwan gilt mit seinen Unternehmen (Foundries) wie TSMC, UMC usw. als führend in der produzierenden Halbleiter- und Mikroelektronikindustrie. Mittels der erfolgreichen Fabless-, Dedicated IC Foundry und „Pure-Play“ Geschäftsmodelle konnte sich beispielsweise TSMC mit mehr als 500 Kunden, darunter Apple, Qualcomm usw. behaupten und etablieren. Der Anteil der USA an den weltweiten Halbleiterfertigungskapazitäten ist hingegen seit 1990 von 37 % auf 12 % Kapazität zurückgegangen.
Aufgrund der geopolitischen Spannungen des Konflikts kündigte TSMC im Mai 2020 an, eine Fabrik in Arizona (USA), zu bauen. Politisch bildet der amerikanische CHIPS and Science Act eine Grundlage für die Neugründung von Fabriken außerhalb Taiwans mit Ziel USA. In Europa wurde von der Europäischen Kommission das Europäische Chip-Gesetz, basierend auf einer ähnlichen Zielen (Anteil der Fertigungskapazitäten in Europa von ca. 10 %, Umsatzanteil der europäischen Hersteller am weltweiten Chipmarkt von 7 %), ins Leben gerufen.
Die Krise in diesem Zusammenhang hat ihre Gründe daher in Lieferengpässen bei den globalen Zulieferern für Halbleiterfertigungs-Ausrüstung, für die in Taiwan produzierenden Unternehmen, wie von ASML eingeräumt. Weitere namhafte Zulieferer der Halbleiterindustrie sind von der angespannten Situation um Taiwan betroffen.
Weiterhin räumt TSMC Lieferengpässe bei Grund- und Prozessmaterialien ein, zum Beispiel Edelgasen (Neon). Unternehmen aus der Ukraine (Ingas, Cryoin) gelten als Großlieferanten für Neon.
Aufgrund der geopolitischen Spannungen erließ das Handelsministerium der Vereinigten Staaten (darunter das Bureau of Industry and Security) im August 2022 verschärfte Regeln für den Export für hoch entwickelte Halbleiter-Fertigungstechnik und Gasturbinen. Die Effektivität dieser Maßnahmen wird kontrovers diskutiert. Die Sanktionen haben weitreichende Folgen. So ist z. B. der Zulieferer für Ausrüstung zur Halbleiterfertigung Zeiss Semiconductor Manufacturing unmittelbar davon betroffen und äußert Kritik.

### COVID-19-Pandemie
Die COVID-19-Pandemie und speziell die in China umgesetzten Maßnahmen („Null-Covid-Politik“) bewirken nebst dem geopolitischen Taiwan-Konflikt eine Vielzahl von Änderungen und Neuausrichtungen bei Fertigungsstandorten außerhalb Chinas. Weiterhin bewirken die Maßnahmen Störungen und Konflikte in der Produktion, so z. B. bei Foxconn, einem der weltweit größten Auftragsfertiger u. a. für Apple.

### Automobilindustrie
In der Automobilindustrie nahm die Chip-Krise den folgenden Verlauf: Angesichts der ersten Lockdowns in China im Februar 2020 prognostizierten Analystenhäuser rapide fallende Verkaufszahlen für die Automobilindustrie. Das Management der Automobilkonzerne leitete daher umgehend Maßnahmen ein, um die Fahrzeugproduktion zurückzufahren. Und auch die Zulieferer von Software- und Elektronikkomponenten sahen sich aufgrund der revidierten Produktionsplanungen ihrer Kunden dazu veranlasst, laufende Bestellungen bei den Produzenten von Mikrocontrollern und Halbleitern für die Automobilindustrie zu stornieren. Als die Nachfrage nach Fahrzeugen allerdings nach einem kurzen Einbruch unerwartet schnell wieder anzog, hatten die Halbleiterproduzenten ihre zuvor für die Automobilindustrie reservierten Fertigungskapazitäten bereits zur Befriedigung des mit der Pandemie rasant gestiegenen Bedarfs an Chips für Unterhaltungselektronik, Notebooks und andere Gadgets wie Heimfitnessgeräte umgerüstet. Plötzlich waren in den Halbleiterwerken daher keine Kapazitäten mehr vorhanden, um die schnell wachsende Nachfrage nach Chips in der Automobilindustrie zu erfüllen. Der Mangel an Halbleitern zwang viele OEM trotz der hohen Nachfrage nach Fahrzeugen zu einer Anpassung und Drosselung der Produktion
In der weltweiten Chipkrise unterscheiden sich die Hauptabnehmer (Kunden) für Hochtechnologie (5 nm und 7 nm Strukturgrößen) von TSMC, darunter Großkunden wie Apple, Qualcomm, AMD, Nvidia, MediaTek usw. Hingegen bedienen sich Fahrzeughersteller (und deren Zulieferer wie Bosch, Continental etc.) vornehmlich an Bauteilen (Halbleiterprodukten wie Mikrocontrollern) größerer Strukturgrößen (z. B. 65 nm). Namhafte Hersteller und Lieferanten für die Automobilindustrie sind Infineon, NXP, STMicro, Renesas etc. Aufgrund der weiterhin zunehmenden Digitalisierung von Fahrzeugen (Multimedia, Autonomes Fahren, Fahrerassistenzsysteme, Vernetztes Auto etc.) sowie Leistungshalbleitern in Elektroautos entstehen weitere Abhängigkeiten, die von Lieferengpässen bis 2025 in diesem Zusammenhang betroffen sein können.
Vertreter des Branchenverbands Silicon Saxony sprechen sich gegen eine Krise im Zusammenhang mit der Automobilindustrie aus und verweisen auf die intensiven Bemühungen der Produktionssteigerung seit der COVID-19-Pandemie. Ebenfalls spielen technologische Vorlaufzeiten (min. 3 Monate) von Wafern, ausgehend von einem fixierten Chipdesign, eine entscheidende Rolle bei kurzfristigen Verfügbarkeiten von Halbleiterprodukten.
Den Halbleiterlieferproblemen stehen Absatzrekorde einzelner Hersteller gegenüber. Unternehmen wie Porsche, Rolls-Royce Motor Cars, BMW usw. erzielten in dem Jahr 2021 neue Rekorde.

### Übernahmen und ausländische Investitionen
Seit mehr als einer Dekade (Stand 2022) erfolgen vermehrt Versuche von kritischen Firmenübernahmen und -beteiligungen in Europa und Deutschland, speziell auch durch chinesische Investoren. Dabei werden gezielt Technologie-starke Unternehmen anvisiert, sodass die Politik aufgrund sicherheitstechnischer und wirtschaftlicher Bedenken zu Gegenmaßnahmen bzw. zur Mitentscheidung einbezogen wird oder interveniert.
Einige Beispiele an Übernahmen oder Übernahmegesuchen der letzten Jahre:
- 2016: Verkaufsstopp des Halbleiterausrüsters Aixtron an den Investor Fujian Grand Chip Investment Fund[43][44]
  - Im Falle Aixtron hegte die US-Regierung damals unter Barack Obama (durch die US-Behörde CFIUS) Sicherheitsbedenken[45]
- Ab 2016 der Verkauf des deutschen Roboterherstellers Kuka an die chinesische Midea Gruppe[46][47]
- Übernahmegesuch und Stopp der Übernahme der amerikanischen Qualcomm von NXP[48]
- Übernahmegesuch der britischen ARM durch die amerikanische Nvidia und Softbank[49] mit Überprüfung der Vorgänge durch die Europäische Kommission.[50][51] Die Übernahme wurde gestoppt.[52]
- 2022: Verkaufstopp des deutschen Halbleiterherstellers Elmos[53]
- 2022: Verkaufsdrängen der britischen Regierung der Newport-Wafer-Fab durch die niederländische Nexperia, welche die Fab 2016 an ein chinesisches Konsortium verkaufte und die damit eine Tochtergesellschaft des in Shanghai börsennotierten Halbleiterherstellers Wingtech wurde[54][55]
- 2022: Verkaufsstopp des deutschen Wafer-Herstellers Siltronic an die taiwanesische Globalwafers[56]

Laut der Prüfungs- und Beratungsgesellschaft EY, welche die „Chinesischen Unternehmenseinkäufe in Europa“ analysiert, ist die Zahl der Übernahmen oder Beteiligungen jedoch stark gesunken (Achtjahrestief). Nach EY ging das Transaktionsvolumen von 17,2 auf 1,5 Milliarden US-Dollar zurück.

## Gegenmaßnahmen
Der US-amerikanische Branchenverband Semiconductor Industry Association zeichnet die folgenden Szenarien als Auswege aus der Krise auf:
Kurzfristig konnte seit dem 1. Quartal 2019 bei vielen bestehenden Fabs die monatliche Auslastung auf über 80 % gesteigert werden.
Mittelfristig werden neue Halbleiterfabriken angekündigt oder wurden bereits eröffnet. Beispiele in Deutschland sind der Neubau einer Fabrik von Intel in der Nähe von Magdeburg und der Ausbau des Standorts Dresden durch den Neubau eines 300-mm-Wafer-Moduls von Infineon. Laut SEMI sind die 200-mm-Wafer-Kapazitäten um 17 % gestiegen. Bis 2024 sind 22 neue 200-mm-Wafer-Fabs geplant.
Langfristig zeigen die Investitionsausgabe in Fertigungskapazitäten neue Rekordwerte auf. Eine jährliche Ausgabenrate von 156 Milliarden US-Dollar zwischen 2021 und 2025 im Vergleich zu 97 Milliarden US-Dollar zwischen 2016 und 2020 ist projektiert. Dies wäre eine Änderung (Zuwachs) von 61 %.
Zu den politischen Instrumenten und Rahmenprogrammen, um der Krise entgegenzusteuern, zählen
- das geplante Europäische Chip-Gesetz und
- der amerikanische CHIPS and Science Act.

Der Politiker Robert Habeck möchte die Chipindustrie in Deutschland und Europa durch Investitionen im Rahmen des Important Project of Common European Interest (kurz IPCEI-Projekts) „zurückholen“.
Kritik gegenüber den Wünschen und politischen Entscheidungen nach mehr nationaler Fertigung äußern verschiedene Fachexperten, darunter der TSMC-Gründer Morris Chang. Auch Experten des Vereinigten Königreichs sprechen sich gegen ein „Onshoring der Halbleiterfertigung“ aus bzw. sehen darin keine Lösung. Als generelle Einwände werden beispielsweise die erheblichen Aufwendungen (Kosten), stagnierende Innovationskraft usw. mit ungewissem Ausgang der Maßnahmen aufgezählt. Des Weiteren warnen Fachleute vor Überkapazitäten nach der „Investitions- bzw. Expansions-Rallye“ bei den Fertigungskapazitäten.

## Epilog der Krise
Trotz der genannten Schwierigkeiten und Engpässe beliefen sich die Umsätze aus Sicht der Halbleiterindustrie (Semiconductor Industry Association und World Semiconductor Trade Statistics) auf Rekordniveau. Es wurden 2021 ca. 1,15 Billionen Halbleiter im Wert von 555,9 Milliarden US-Dollar verkauft, beides sind neue Rekordwerte. Der Verband ZVEI berichtet, die Elektronikindustrie wuchs im Jahr 2022 trotz Widrigkeiten um 4 %.
Die Krise führte zu einem „Investitionsschub“ oder „Boom“ in Silicon Saxony.
Fachleute der CTA und verschiedener Unternehmen sehen seit Anfang des Jahres 2023 erste Anzeichen einer Verbesserung bei den Lieferproblemen.
Aus Sicht der Wafer-Hersteller und Kennzahlen der SEMI Silicon Manufacturers Group (SMG) lag 2022 ein Zuwachs von 3,9 % YOY auf 14.713 Millionen Quadratzoll (MSI) vor. Die Umsätze sind um 9,5 % YOY auf 13,8 Milliarden US-Dollar gestiegen. Beide Kennwerte übertreffen die Zahlen von 2021.